# Réducteur (coiffure)
Pour les articles homonymes, voir Réducteur.
En coiffure, le produit réducteur (ou liquide frisant) est une solution contenant un agent utilisé pour rompre des ponts cystine de la kératine.

## Principe chimique
- Représentation simplifiée de la structure de la kératine à l'état initial :

```
  I       I
  I-S———S-I   pont 
cystine
 ; S = 
soufre

  I       I   I—I—I—I = chaîne kératinique hélicoïdale 
polypeptidique

  I-S———S-I
  I       I
  I-S———S-I
  I       I
```

- Réduction partielle : une fois les cheveux enroulés sur des bigoudis (étape mécanique), le produit réducteur (à base de sels de l'acide thioglycolique, tels le thioglycolate d'ammonium[1]) est appliqué ; une partie des ponts cystine est rompue (30 % de ponts rompus contre 70 % intacts pour une frisure idéale). S'il y a moins de 30 % de ponts cystine rompus, la frisure ne tiendra pas et s'il y a plus de 30 % de ponts cystine rompus, le cheveu est plus sensibilisé ; si 100 % des ponts sont rompus, le cheveu casse. Le temps de pose varie selon la sensibilité du cheveu.

```
  I       I
  I-S———S-I
  I       I
  I-SH HS-I   pont cystine rompu par réduction ; H = 
hydrogène

  I       I
  I-S———S-I
  I       I
```

Après cette étape, un produit fixateur est appliqué : la lotion fixante.